# Samhain
A samhain (ír kiejtése: [ˈsˠəunʲ], skót gael kiejtése: [ˈs̪ãũ.ɪɲ]) vagy sauin (manx kiejtése: [ˈsoːɪnʲ]) a gael nyelveken beszélő népeknél a november hónap elnevezése, valamint a kelta nyelvi-kulturális kör egyik legjelentősebb ünnepe, mely október 31-én sötétedéskor kezdődik és november 1-jén ér véget. Az ünnep megtalálható minden kelta népnél – igaz, különböző neveken. Különböző újpogány vallásokban (pl. wicca) szintén fontos ünnep.

## A kifejezés eredete, jelentése
A szerzők többnyire az óír Samain (ill. modern ír megfelelője: Samhain) alakot használják az ünnep megnevezésére. A q-kelta nyelvterületen ehhez hasonló szóalakok honosodtak meg (Samhuinn – skót gael, Sauin – manx). A szó jelentése a sam ('nyár') és fuin ('vég') összetevőkből: nyárvég. Megjegyzendő, hogy a p-kelta népeknél is jelen van ez az ünnep, de többnyire a q-keltától némileg eltérő jelentéssel: Hollantide vagy Calan Gaeaf (walesi – 'tél első napja'), Kala Goañv (breton – 'november eleje'). A keltáknál az év két fő részre volt osztva. Samhain jelentette az újév, valamint a tél kezdetét, hiszen ezeknél a népeknél a sötétség (sötétedés) megelőzte a világosságot. Az év másik fele Beltane (Cétshamhain) ünnepével kezdődött, május 1-jén.

## Hagyományok
Rengeteg, területenként eltérő hagyomány társult ehhez a naphoz. Az „alapkoncepció” azonban mindenhol nagyjából azonos: ezen az éjszakán a világ rendje felborul, fellibbennek az evilág és a túlvilág (természetfeletti) közötti határok. Megnyílnak a sídhk (tündérdombok), és az emberfeletti lények, valamint a halottak szabadon járhatnak köztünk. De nemcsak a holtak jutnak fel az evilágba, ilyenkor evilági hősök is könnyen bejuthatnak a sídh birodalmába. Ilyen történetet mesél el az Echtra Nerai (Nera kalandjai).

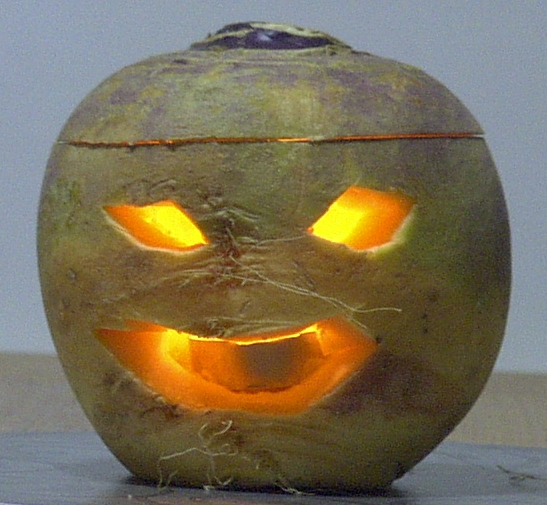
Az ünnep fontos jelképe volt a töklámpás

A nép körében ez az ünnep jelentette a kemény mezőgazdasági munkák után való pihenés első napját is, az örvendezést. Így – akárcsak nálunk a regősök karácsony-újév környékén – az írek is házról házra jártak csoportosan kántálva, hogy elűzzék a háztól a rontó szellemeket, némi kis megvendégelés, fizetség fejében, amely fizetséget aztán többnyire az ünneplésre használták fel.
Samhain ünnepéhez számtalan szertartás kapcsolódik, hiszen a pogány kelta hit szerint ez az év legmágikusabb éjszakája. Szokás volt örömtüzek gyújtása. Ilyenkor a család körbeülte a tűzhelyet, és a tűz körül kísértethistóriákkal szórakoztatták egymást. A különböző jelekből való jóslás is igen elterjedt volt a nép körében. 

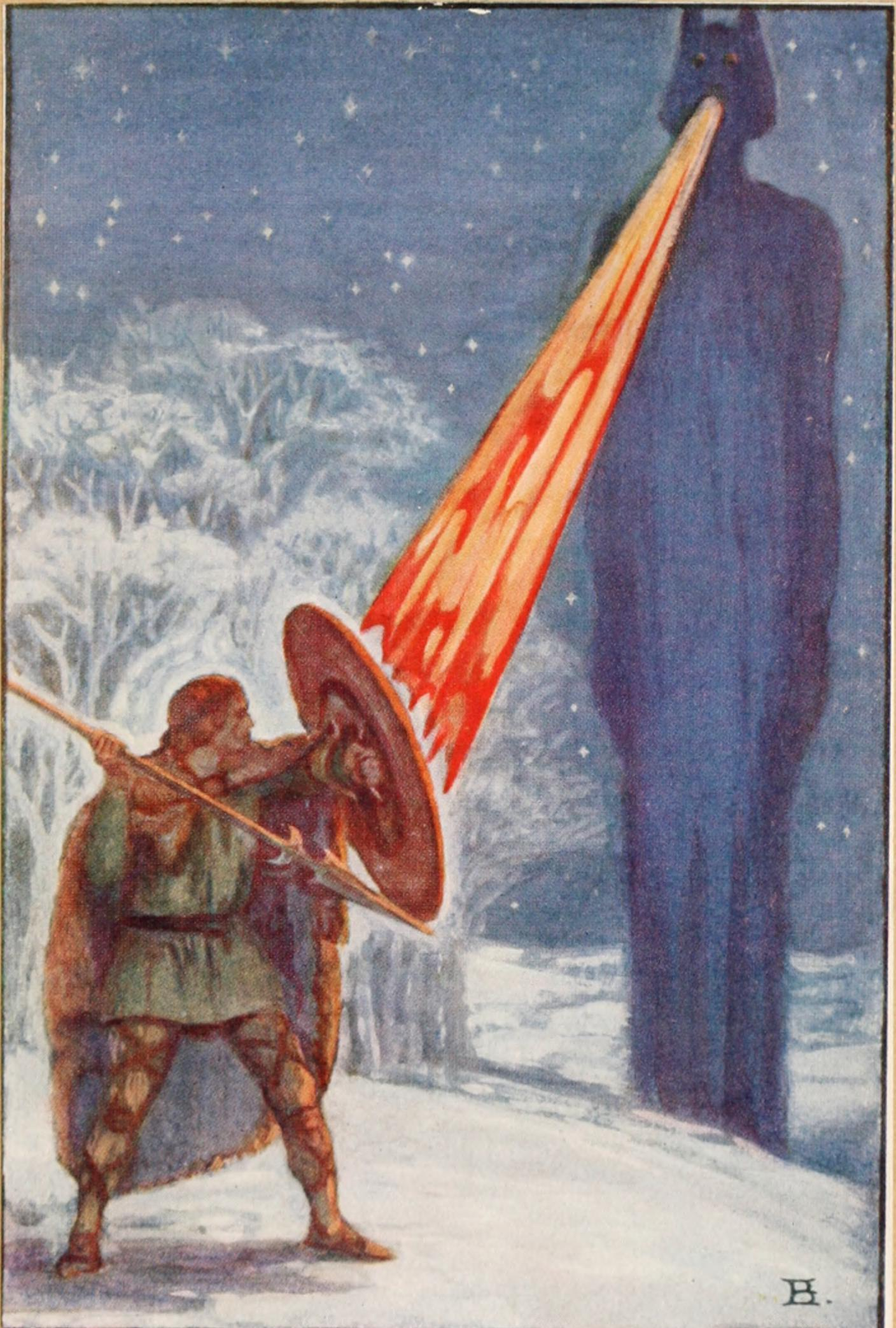
Egy kelta fianna hős harcol egy kőbálvány istenség ellen

Az ünnep fontos jelképei a töklámpás és a varázséjszaka gyümölcse a nemes alma. Ami, a termékenység és az élet szimbóluma, Venus, Aphrodité, Iduna és más római istennők attribútuma. A gránátalma pedig az alvilággal is kapcsolatban áll: Perszephoné gránátalmamagokat evett, így lett az alvilág királynője Hadész, a holtak ura birodalmában. Az ünnep és az alma kapcsolatát lásd itt
A töklámpa-szimbólum eredetéről vita folyik, de vagy ír, vagy skót eredetű szokás. Ezen az estén tilos volt hosszú útnak indulni. Aki mégis erre kényszerült, a töklámpással védte magát az ártó, bajt hozó kísértetektől, tündérektől – akik, mint tudjuk, igen nagy népsűrűségben fordultak elő azokon a tájakon.
Vitatott az ünnephez tartozó kultuszban az emberáldozat szerepe. A keresztény írástudók megemlítenek egy bálvány istent, Crom Cruacht (en), akinek feltehetőleg emberáldozatokat is bemutattak az ünnepen. Azonban az is elképzelhető, hogy ezek a források a Biblia olyan részeiből is táplálkoztak, ahol magában a Szentírásban is megjelenik az emberáldozat szerepe (például a Hinnóm völgyben Moloch bálványistennek bemutatott áldozat). Crom Cruach léte így tehát nem bizonyított, de megemlítendő, hogy a pogány Hallowe'en ellenes röpiratokban megjelenő Samhain gonosz (kitalált) istenséget róla mintázták. E röpiratok hatására terjed el az az – egyébként téves – elképzelés, hogy a Samhain szó valójában egy istent, gonosz erőket irányító szellemet jelöl.

## Hatása az angolszász kultúrára
A samhain az angolszász területeken valószínűleg a Halloween ünnepben él tovább, amelynek kialakulására azonban a római hagyományok, így Pomona, a gyümölcsök númenének ünnepe és Feralia, a holtak emléknapja is hatással voltak.